# Otmar-Alt-Stiftung

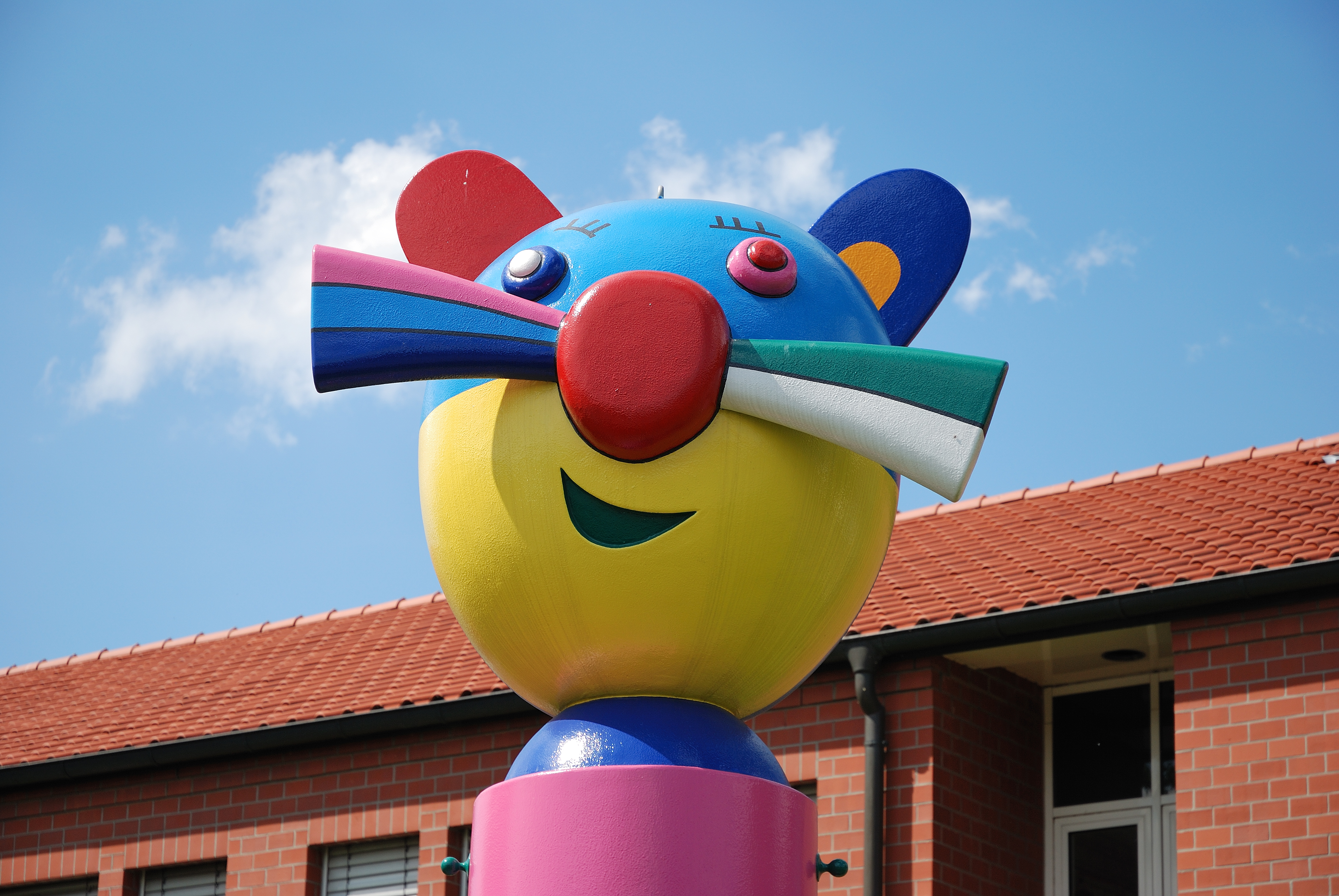
Teilansicht einer Skulptur von Otmar Alt

Die Otmar-Alt-Stiftung ist eine Stiftung mit Sitz in Hamm. Sie wurde am 11. Dezember 1991 durch den Künstler Otmar Alt gegründet, um junge, talentierte Künstler auf dem Gebiet der bildenden und darstellenden Kunst, der Musik und der Literatur zu fördern. Den jungen Künstlern soll der Beginn des Berufslebens erleichtert und ein geeignetes Forum für die Präsentation der eigenen Werke gegeben werden.

## Stiftungszweck
Dafür ist dessen gesamte künstlerische Lebenswerk in die Stiftung eingeflossen und wird damit auf dem Gelände der Stiftung in Norddinker bei Hamm in Westfalen der Allgemeinheit zugänglich.
Die Stiftung fördert Nachwuchs aus den Bereichen bildende Kunst, Musik, Literatur und nachschaffende Kunst, durch die Vergabe halbjähriger Stipendien und durch die Bereitstellung eines Forums zur Präsentation seiner Werke. Es wird ein Förderpreis vergeben, die Stiftung arbeitet kunstwissenschaftlich das Werk von Otmar Alt auf. Das Gelände wird für kulturelle Veranstaltungen zur Verfügung gestellt.

## Gelände und bauliche Anlagen
10.000 Quadratmeter umfasst das Areal mit einem historischen bäuerlichen Anwesen aus dem 17. Jahrhundert bereits, das stilgerecht restauriert und ausgebaut wurde. Hier entstanden Atelier und Aufenthaltsräume für Stipendiaten und eine Möglichkeit für die kunstwissenschaftliche Aufarbeitung der Werke Otmar Alts. Ein großer Garten mit Skulpturen zahlreicher Künstler, ein Amphitheater und eine Teichanlage runden das Gesamtbild ab.

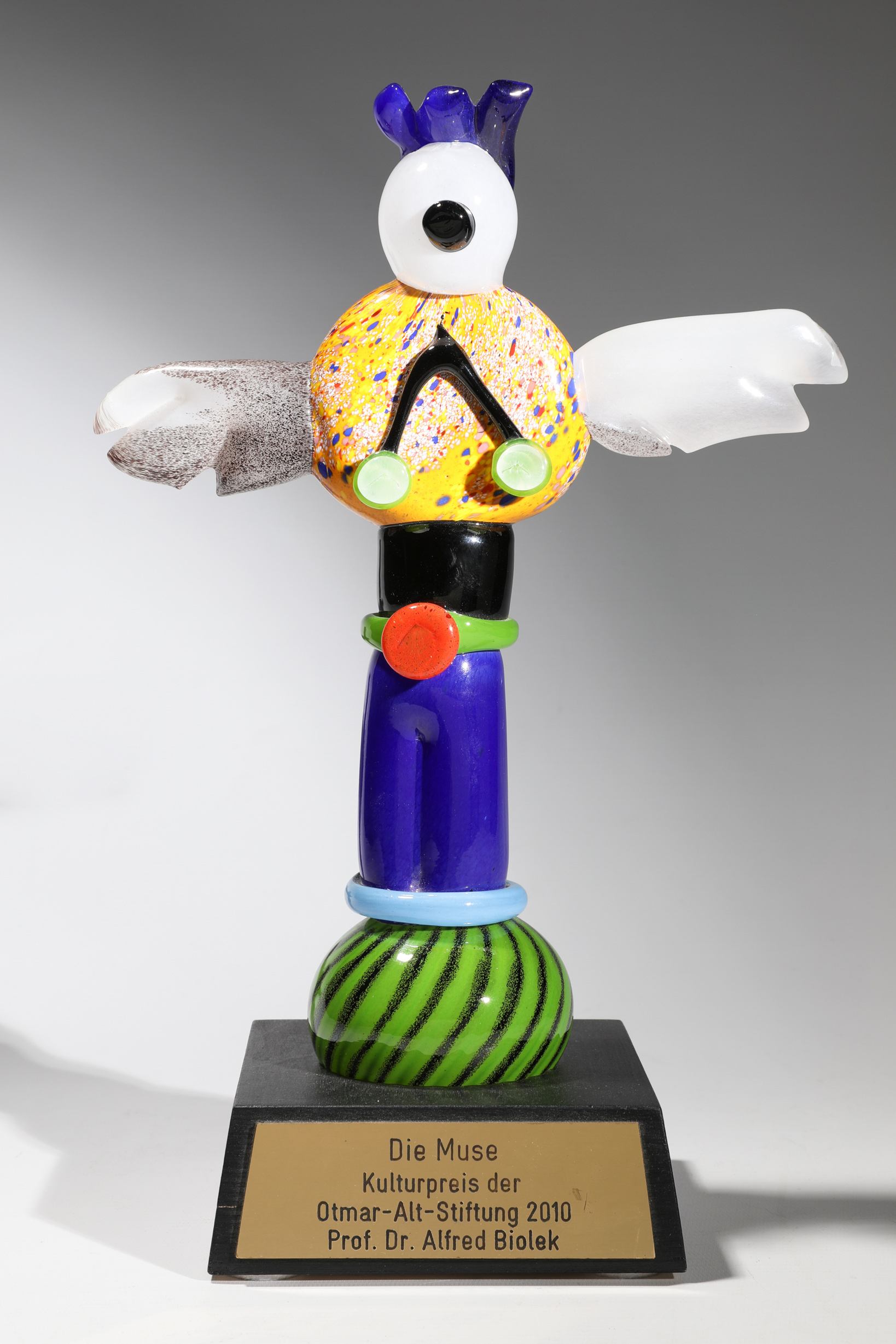
Kulturpreis „Die Muse“ der Otmar Alt Stiftung für Alfred Biolek (2010)

## Kulturpreis
Seit 2002 wird alle zwei Jahre der Kulturpreis der Otmar-Alt-Stiftung an Personen vergeben, die sich mit großem persönlichen Einsatz um das Allgemeinwohl verdient gemacht haben. Verbunden mit diesem Förderpreis ist ein Preisgeld, das einem gemeinnützigen Zweck zugutekommen muss.
Bisherige Preisträger sind die Pianistin Marjana Plotkina (geb. Lisnyk), die Bremer Musical Company (2004), Peter Maffay (2007), Alfred Biolek (2010), Volker Schlöndorff (2012) und Leonard Lansink (2014).

## Stipendiaten
- 1996: Henry Puchert, Maler, Dresden
- 1997: Jaques-Thibeaud-Trio, drei Musiker, Essen/Berlin
- 1998/99: Andreas Kunstein, Komponist, Rotterdam
- 1999/00: Felicitas Aga, Malerin, London/Kronach
- 2000/01: Anina Gröger, Malerin, Basel/Pforzheim
- 2002: Stefan Lausch, Maler, Düsseldorf
- 2003: Florian Benet-Riedel, Bildhauer/Maler, Barcelona
- 2004/05: Sandra Zarth, Konzeptkünstlerin, Düsseldorf
- 2005/06: Kathrin Kleeberg, Kostümbildnerin, Gera/Berlin
- 2007: Uli Haller, Lichtkünstler/Fotograf, Dortmund
- 2008: Martin Sander, Maler, Offenburg
- 2009: Anno Weihs, Objektkünstler, Menden
- 2010: Wolf Bertram Becker, Maler, Weimar
- 2011: Gerd Kanz, Maler/Objektkünstler, Untermerzbach
- 2012: Lea Rochus, Malerin, Hamburg
- 2014: Andreas Fischbach, Maler und Videokünstler, Berlin
- 2015: Welf Schiefer, Maler und Radierer, Hamburg[9]
- 2016: Katharina Meister, Freie Künstlerin, Margaret River WA/Karlsruhe[10]
- 2017: Anja Warzecha, freischaffende Künstlerin, Halle (Saale)[11]
- 2018: Jungmin Park, Malerin, Seoul/München[12]
- 2019: Malte Frey, Maler, Münster[13]

## Rezeption
Angeblich wegen „finanzieller Engpässe“ seitens der Stiftung sollte es 2013 keinen Stipendiaten geben, ebenfalls wurde kein Kulturpreis vergeben. Dass kein Stipendium vergeben wurde, soll am Mangel eines geeigneten Kandidaten gelegen haben und der Kulturpreis wird nur alle zwei Jahre vergeben. Im Jahr 2014 gab es wieder ein Stipendium und auch den Kulturpreis für Leonard Lansink.
Wegen der finanziellen Probleme und des Rückganges der Mitglieder (von weit über 1.000 auf etwa 500) war vom Stiftungsvorstand eine Änderung der Satzung angedacht, um sich kulturell etwas anders zu orientieren. Ein Schwerpunkt soll auf die Gewinnung neuer Mitglieder gelegt werden. Eine Änderung der Satzung wurde vom Stiftungsbeirat abgelehnt.